# Forgan
Forgan è un villaggio del Fife, Scozia, Regno Unito. Si trova lungo la costa settentrionale del Fife, in vicinanza della foce del fiume Tay, di Leuchars e di Balmerino.
L'economia del villaggio è caratterizzata dal pendolarismo, i suoi abitanti, infatti, svolgono prevalentemente la propria attività lavorativa presso i centri maggiori vicini.